# Internetbuchungsmaschine
Eine Internetbuchungsmaschine (IBE für internet booking engine), im B2B-Bereich auch Onlinebuchungsmaschine (OBE für online booking engine) oder SBT (self booking tool), ist eine Software zur Reservierung von Reiseleistungen (Flüge, Hotels, Mietwagen, Pauschalreisen oder Kreuzfahrten) über das Internet. Aufgrund der automatisierten Suche nach bestimmten Kriterien (Strecke, Datum, Preis usw.) kann eine IBE schnell, u. U. bereits exakt bepreiste und/oder vakanzgeprüfte, Angebote erstellen. Damit bilden IBE das Kernstück eines Online-Reisebüros. Im Business Travel Management sind OBEs wichtiger Bestandteil der Prozesskette.

## Unterscheidung B2C und B2B
Die Mehrheit der B2C Buchungen wird über Internetseiten getätigt, die vom Benutzer über das Internet frei erreichbar sind und für den Buchungsprozess in der Regel keinen Login erfordern bspw. TeMyra.Consumer von HitchHiker. Da es sich hierbei zum größten Teil um Privatkunden handelt, spricht man von B2C für Business to Customer IBE.
Daneben gibt es die B2B (für Business to Business) OBE. Die Firmendienst-Reisebüros, die sich auf den Verkauf von Reiseleistungen an Unternehmen spezialisiert haben, setzen spezielle Versionen ein, die unter anderem die Reiserichtlinien (u. a. Anzahl und Kosten der Flüge pro Mitarbeiter und Jahr, Vielfliegerprogramme, Abrechnung nach Kostenstellen etc.) in besonderer Weise berücksichtigen. Beispiele hierfür sind Amadeus cytric Travel & Expense, KDS oder onesto. Allen B2B OBE ist in der Regel ein LogIn gesteuerter Zugriff gemeinsam, der die Buchungsmaschinen nur für Mitarbeiter eines bestimmten Unternehmens erreichbar macht. In jeder Instanz des Systems sind die speziellen Richtlinien des Kunden abgebildet.
Auch wurden für den Einsatz durch Mitarbeiter im Reisebüro spezielle Versionen entwickelt, hierbei spricht man auch von Counter IBE (als Counter wird hierbei der Schalter/Tresen im Reisebüro bezeichnet). Beispiele hierfür in Deutschland sind der Amadeus Fare Wizard, TeMyra.Agent, Sabre FlightExpress, das Ypsilon.net B2B Agentweb und das BistroPortal von Traveltainment sowie CRUISEA (B2B) von CRUISEHOST Solutions (Spezialisiert auf Kreuzfahrten). Neben den deutlichen Vorteilen bzgl. Suchgeschwindigkeit und Suchtiefe richten sich diese Angebote auch an Reisebüros, die keinen eigenen Zugang zu einem Computerreservierungssystem besitzen oder nicht über ausreichende Kenntnisse der oftmals immer noch notwendigen kryptischen Eingaben verfügen.

## Anbindung an Reservierungssysteme
In der Reiseindustrie gibt es verschiedene Systeme, in denen Reiseleistungen buchbar sind. Der Bestand des Anbieters und dessen Konditionen können auf eigenen Webseiten, in Computerreservierungssystemen (CRS) des Anbieters oder eines Vermittlers oder im weltweiten Global Distribution System (GDS) des Reisebüros verfügbar gemacht werden. Moderne Buchungssysteme unterstützen Multi Channel Buchungen aus verschiedenen Kanälen, mit oder ohne Beteiligung eines Reisebüros. Die IBE ist permanent mit einem oder mehreren Computerreservierungssystemen verbunden sein, um Preise und Vakanzen in Echtzeit prüfen zu können und eine Buchung zur späteren Bearbeitung z. B. durch ein Reisebüro tätigen zu können.

## Datenspeicherung (Caching)
Zur Verminderung der Abfragelast und -kosten werden die von den Benutzern gestellten Fragen und die Antworten darauf für eine bestimmte Zeit vorgehalten, je größer der Nutzerkreis einer IBE pro Zeitspanne ist, desto größer und aktueller ist dieser so genannte Cache in der Regel. Mit dem verstärkten Auftreten von Metasuchmaschinen/Preisvergleichen im deutschen Markt seit etwa 2008 steigt die Bedeutung des Cache sprunghaft an, da eine Nutzerabfrage auf einer Metasearchengine/Preisvergleich im Hintergrund in der Regel ein Vielfaches an Suchanfragen auf verschiedenen IBE und damit in den verbundenen Computerreservierungssystemen verursacht. Das ist kostenmäßig nur darstellbar, indem ein möglichst hoher Anteil dieser Anfragen aus dem Cache beantwortet werden kann.

## Screen Scraping
Gerade zur Buchung von so genannten Low-Cost-Flügen wird häufig im Hintergrund nur die Website der Airline ausgelesen (Screen Scraping), da diese häufig nicht über das CRS buchbar sind. In jüngster Zeit gab es mehrere Gerichtsverfahren, die sich mit der Statthaftigkeit dieser Vorgehensweise befasst haben. So hat die irische Billigfluggesellschaft Ryanair, die selbst ihre Reiseleistungen zu nahezu 100 % im Internet vertreibt, auf juristischem Wege mehrfach versucht die Benutzung ihrer Website durch fremde IBE zu unterbinden.

## Tarifdaten und Kalkulation
In der Regel werden Tarifdaten aus dem CRS oder auch aus externen Datenbanken von Consolidators, Reiseveranstaltern oder touristischen Leistungsträgern verwendet. Gängige Formate für die Distribution von Tarif- und Vakanzdaten in Deutschland sind STADAF und STADAF2 (STAndard DAtaset Flight), VFE (VisualFares Entry) und ATPCO. Es besteht darauf basierend für ein Onlinereisebüro die Möglichkeit einer komplexen Kalkulation der eigenen Marge.

## Verbreitung und Anbieter in Deutschland
Im B2B-Bereich setzen fast alle größeren Unternehmen (ab ca. 5 Mio. Euro Reisevolumen) OBEs zur Buchung durch den Mitarbeiter ein. Die Nutzungsrate liegt je nach Unternehmen zwischen 30 % und 95 %.
Im B2C-Bereich werden mittlerweile insbesondere im Flugbereich knapp die Hälfte aller Buchungen über eine IBE getätigt. Besonders hoch ist der Anteil bei weniger komplexen Produkten (z. B. innereuropäische Flüge). Bei komplexeren Reiseleistungen (Gabelflüge, Rundreisen, Stopover) bevorzugen viele Kunden aber immer noch den Gang ins stationäre Reisebüro. Neben den Eigenentwicklungen von Onlinereisebüros, Fluggesellschaften und Reiseveranstaltern gibt es eine Reihe mandantenfähigen IBE, die gegen monatliche Gebühr (Lizenz) oder buchungsabhängig von einem Onlinereisebüro auf dessen Website eingebunden werden können. Zu den größten Anbietern für solche „freie“ IBE in Deutschland zählen Partners-Solutions, HitchHiker, InterRes, maxviva technologies und Ypsilon.net im Flugbereich, sowie Traffics, LMweb und traveltainment im Pauschalreisebereich und CRUISEHOST Solutions im Bereich Kreuzfahrten.

## Marktentwicklung
Am 1. Juli 2010 gab Google offiziell die Übernahme von ITA Software für 700 Mio. USD bekannt. Google will laut eigenen Angaben dabei die Onlinesuche nach Flugtarifen und -verfügbarkeiten verbessern und dabei die jahrelange Erfahrung und Expertise von ITA auf diesem Gebiet nutzen. Allerdings plant Google nicht, dabei selbst als Onlinereisebüro aufzutreten und selbst Flugtickets zu verkaufen, sondern strebt eine gezieltere und damit qualitativ hochwertigere Weiterleitung auf die Webseiten von Fluggesellschaften und Onlinereisebüros an. Diese Übernahme wurde bereits im Vorfeld im Markt heftig diskutiert, da Google bisher einen nennenswerten Anteil seiner Einnahmen durch bezahltes Suchmaschinenmarketing (SMM) z. B. über sein Programm Adwords durch Anzeigenschaltung der Onlinereisebüros und Airlines generiert hat und diese wiederum fürchteten, Google wolle ihnen mit einem eigenen Produkt Konkurrenz machen.